# Thelymitra magnifica
Thelymitra magnifica är en orkidéart som beskrevs av Jeffrey A. Jeanes. Thelymitra magnifica ingår i släktet Thelymitra och familjen orkidéer. Inga underarter finns listade i Catalogue of Life.